# Enicospilus chiriquensis
Enicospilus chiriquensis là một loài tò vò trong họ Ichneumonidae.